# 丁璿 (正統進士)
丁璿（1419年—？），字大器，陝西西安府乾州武功縣人，軍籍。明朝政治人物。進士出身。

## 生平
陝西鄉試第十九名。正統十年（1445年）乙丑科會試第一百四名，殿試登進士第三甲第十九名。

## 家族
曾祖丁從道。祖父丁真。父亲丁錞。